# Роуздейл (Луїзіана)
Роуздейл (англ. Rosedale) — селище (англ. village) в США, в окрузі Ібервіль штату Луїзіана. Населення — 664 особи (2020).

## Географія
Роуздейл розташований за координатами 30°26′34″ пн. ш. 91°27′36″ зх. д. / 30.44278° пн. ш. 91.46000° зх. д. (30.442900, -91.460114).  За даними Бюро перепису населення США в 2010 році селище мало площу 20,15 км², уся площа — суходіл.

## Демографія
Згідно з переписом 2010 року, у селищі мешкали 793 особи в 318 домогосподарствах у складі 218 родин. Густота населення становила 39 осіб/км².  Було 351 помешкання (17/км²).
Расовий склад населення:
| - 55,4 % — білих - 42,1 % — чорних або афроамериканців - 1,5 % — азіатів - 0,5 % — корінних американців |

До двох чи більше рас належало 0,5 %. Частка іспаномовних становила 0,1 % від усіх жителів.
За віковим діапазоном населення розподілялося таким чином: 20,1 % — особи молодші 18 років, 65,5 % — особи у віці 18—64 років, 14,4 % — особи у віці 65 років та старші. Медіана віку мешканця становила 42,4 року. На 100 осіб жіночої статі у селищі припадало 98,2 чоловіків;  на 100 жінок у віці від 18 років та старших — 96,9 чоловіків також старших 18 років.
Середній дохід на одне домашнє господарство  становив 61 303 долари США (медіана — 34 000), а середній дохід на одну сім'ю — 71 849 доларів (медіана — 49 583). Медіана доходів становила 53 646 доларів для чоловіків та 26 061 долар для жінок. За межею бідності перебувало 10,8 % осіб, у тому числі 10,7 % дітей у віці до 18 років та 13,6 % осіб у віці 65 років та старших.
Цивільне працевлаштоване населення становило 527 осіб. Основні галузі зайнятості: освіта, охорона здоров'я та соціальна допомога — 20,3 %, науковці, спеціалісти, менеджери — 13,7 %, публічна адміністрація — 11,2 %, будівництво — 10,2 %.